# Coniopteryx (Coniopteryx) simplex
Coniopteryx (Coniopteryx) simplex is een insect uit de familie van de dwerggaasvliegen (Coniopterygidae), die tot de orde netvleugeligen (Neuroptera) behoort. 
Coniopteryx (Coniopteryx) simplex is voor het eerst wetenschappelijk beschreven door Meinander in 1974.